# Норт Беј Вилиџ (Флорида)
Норт Беј Вилиџ (енгл. North Bay Village) град је у америчкој савезној држави Флорида. По попису становништва из 2010. у њему је живело 7.137 становника.

## Демографија
Према попису становништва из 2010. у граду је живело 7.137 становника, што је 404 (6,0%) становника више него 2000. године.
| Група             | 2000.         | 2010.         |
| Белци             | 2.722 (40,4%) | 2.211 (31,0%) |
| Афроамериканци    | 344 (5,1%)    | 432 (6,1%)    |
| Азијати           | 227 (3,4%)    | 294 (4,1%)    |
| Хиспаноамериканци | 3.302 (49,0%) | 4.139 (58,0%) |
| Укупно            | 6.733         | 7.137         |